# El Bagre
El Bagre là một khu tự quản thuộc tỉnh Antioquia, Colombia. Thủ phủ của khu tự quản El Bagre đóng tại El Bagre Khu tự quản El Bagre có diện tích 1563 ki lô mét vuông. Đến thời điểm ngày 28 tháng 5 năm 2005, khu tự quản El Bagre có dân số 38792 người.